# Cantone di Saint-Dié-des-Vosges-2
Il Cantone di Saint-Dié-des-Vosges-2 è una divisione amministrativa dell'Arrondissement di Saint-Dié-des-Vosges.
È stato istituito a seguito della riforma dei cantoni del 2014, che è entrata in vigore con le elezioni dipartimentali del 2015.

## Composizione
Comprende parte della città di Saint-Dié-des-Vosges e i comuni di:
- Ban-de-Laveline
- Bertrimoutier
- Le Beulay
- Coinches
- Colroy-la-Grande
- Combrimont
- La Croix-aux-Mines
- Entre-deux-Eaux
- Frapelle
- Gemaingoutte
- La Grande-Fosse
- Lesseux
- Lubine
- Lusse
- Mandray
- Nayemont-les-Fosses
- Neuvillers-sur-Fave
- Pair-et-Grandrupt
- La Petite-Fosse
- Provenchères-sur-Fave
- Raves
- Remomeix
- Saint-Léonard
- Sainte-Marguerite
- Saulcy-sur-Meurthe
- Wisembach